# Suzanne Ahlner
Suzanne Ahlner, född 14 maj 1944 i Stockholm, är en svensk advokat.
Hon tog juristexamen 1968. Hon tjänstgjorde som tingsnotarie 1969-1971 och arbetade sedan på advokatbyrå i Lund 1972-1979. Hon har haft advokatverksamhet i Malmö från 1979, senare i Stockholm från 1987. Hon blev ledamot Sveriges Advokatsamfund 1975 och senare styrelseledamot 1984. Hon var ledamot i förbundsstyrelse i Jusek 1981-1983. 1983-1987 var hon expert i Familjelagssakkunniga samt ledamot i rättshjälpsnämnden i Malmö 1983-1987.
Hon är dotter till Alexis Brosset och Olga, född Hammarström. Hon gifte sig 1964 med civilingenjören Anders Ahlner, född 1940.